# Syncephalis clavata
Syncephalis clavata är en svampart som beskrevs av H.M. Ho & Benny 2007. Syncephalis clavata ingår i släktet Syncephalis och familjen Piptocephalidaceae.   Inga underarter finns listade i Catalogue of Life.